# Droga wojewódzka nr 582
Droga wojewódzka nr 582 (DW582) – droga wojewódzka w centralnej Polsce w województwie kujawsko-pomorskim przebiegająca przez teren powiatu toruńskiego, w całości położona na terenie gminy Łysomice. Droga o długość 1,614 km łączy stację kolejową Ostaszewo Toruńskie z drogą krajową nr 91 i drogą wojewódzką 499.